# Јершички рејон
Јершички рејон (рус. Ершичский район) административно-територијална је јединица другог нивоа и општински рејон на крајњем југу Смоленске области, у европском делу Руске Федерације.
Административни центар рејона налази се у селу Јершичи. Према проценама националне статистичке службе, на подручју рејона је 2014. живело свега 6.610 становника или у просеку 6,36 ст/км².

## Географија
Јершички рејон обухвата територију површине 1.039 км² и на 25. је месту по површини међу рејонима Смоленске области. Граничи се са Шумјачким рејоном на северозападу и северу, и са Рослављанским рејоном на североистоку. На истоку и југоистоку је Брјанска област, док је на западу међународна граница са Белорусијом, односно са рејонима Могиљовске области (са Хоцимским и Климавичким рејоном).
На око 5 км јужно од селаПетровка налази се најјужнија тачка Смоленске области (налази се на 53°24′49″ СГШ; 32°47′06″ ИГД). Рељефом рејона доминира река Ипут која преко територије рејона прелази у смеру југоисток-северозапад.

## Историја
Рејон је успостављен 1929. године од делова некадашњег Рослављанског округа Смоленске губерније. Привремено је расформиран 1932, а његова територија додељена суседним Рослављанском и Клетњанском рејону, да би поново био успостављен 1935. године. Поново је расформиран 1963. и присаједињен Шумјачком рејону. У садашњим границама налази се од 1972. године када је успостављен по трећи пут.

## Демографија и административна подела
Према подацима пописа становништва из 2010. на територији рејона је живело укупно 7.102 становника, а готово половина популације живела је у административном центру рејона. Према процени из 2014. у рејону је живело свега 6.610 становника, или у просеку 6,36 ст/км². Основна карактеристика рејона је константна депопулација.
| 1959. | 1970. | 1989.  | 2002. | 2010. | 2014.  |
| ----- | ----- | ------ | ----- | ----- | ------ |
| ---   | ---   | 11.544 | 8.859 | 7.102 | 6.610* |

Напомена: према процени националне статистичке службе.
Административно, рејон је подељен на подручје 9 сеоских општина, а административни центар рејона налази се у селу Јершичи (који је уједно и центар истоимене сеоске општине).